# Futurama
Futurama es una serie de televisión de animación para adultos creada por Matt Groening, creador de la popular serie humorística Los Simpson. Fue producida por Matt Groening y David X. Cohen para la cadena Fox, Comedy Central y Hulu. La serie sigue las aventuras de un repartidor de pizza, Philip J. Fry, quien el 31 de diciembre de 1999 tropieza accidentalmente y cae por casualidad en una cápsula criogénica, despertando mil años después. En Estados Unidos la serie comenzó a emitirse por Fox el 28 de marzo de 1999 y se canceló el 10 de agosto de 2003. Posteriormente, fue renovada por Comedy Central y se emitió en ese canal desde 2008 hasta 2013, cuando se emitió el último episodio, titulado «Meanwhile».
Futurama también se emitió en Adult Swim dentro de Cartoon Network entre enero de 2003 y diciembre de 2007, cuando la licencia de dicho canal expiró. Regresó en 2007 con la salida de cuatro episodios largos en DVD, los cuales se dividieron en 16 episodios para formar parte de la quinta temporada. Comedy Central mantuvo un acuerdo con 20th Century Fox para emitir todos los episodios largos con un formato episódico. Tras el éxito de ventas de los DVD y gracias al apoyo de los admiradores, los creadores de la serie prepararon su regreso en junio de 2010, esta vez en Comedy Central, haciendo llegar a esta cadena a récords de audiencia históricos. En abril de 2013, Comedy Central anunció la cancelación de la serie.
El nombre «Futurama» proviene de la exhibición del año 1939, Feria Mundial de Nueva York, diseñada por Norman Bel Geddes. La exhibición mostraba el mundo de 30 años en el futuro.
Futurama se retransmite en Adult Swim dentro de Cartoon Network desde el 27 de diciembre de 2021, en un acuerdo con la cadena FOX.
En febrero de 2022, se anunció que la serie sería revivida en Hulu con un pedido de 20 episodios, y el regreso se estrenó el 24 de julio de 2023. En América Latina se estrenó en su plataforma Star+. En noviembre de 2023, el programa fue renovado por Hulu para dos temporadas más, que se emitirán hasta 2026.

## Premisa

### Personajes

Logotipo de la empresa de transportes ficticia Planet Express, empresa en la que trabajan los personajes principales de la serie.

Futurama pertenece al género comedia de situación. La trama gira en torno a las actividades y aventuras de los empleados de la empresa Planet Express, dedicada al reparto de mensajería interplanetaria.La mayoría de los episodios tratan sobre el trío de Fry, Leela y Bender, aunque a veces también de otros personajes.
- Philip J. Fry (con la voz de Billy West): Fry es un muchacho que trabajaba como repartidor de pizza. Fue congelado accidentalmente justo antes de la madrugada del día de Año Nuevo del 31 de diciembre de 1999 y despertó durante el fin de año de 2999. Obtuvo un empleo en Planet Express, una empresa propiedad de su pariente más cercano (su tatara-sobrino), el profesor Hubert Farnsworth, donde trabaja como repartidor de carga. A consecuencia de ciertas medidas que toma en el episodio "Roswell That Ends Well", él es su propio abuelo.[11] Está enamorado de Leela.
- Turanga Leela (con la voz de Katey Sagal): es una joven cíclope con melena morada y es la capitana de la nave de Planet Express. Al principio de la serie creyó que era una huérfana extraterrestre con el deseo de conocer sus orígenes. Más tarde se dio cuenta de que era hija de unos mutantes de alcantarilla.[16] Aunque en casi toda la serie daba la impresión de no corresponder a los sentimientos de Fry, la verdad es que Leela siempre ha estado enamorada de él; al final de la película "Into the Wild Green Yonder" admite que lo ama y a partir de la sexta temporada empieza un noviazgo con él. Su nombre hace referencia a la obra musical de Olivier Messiaen: "Turangalila".
- Bender Bending Rodríguez (con la voz de John DiMaggio): es un robot alcohólico,[17] fumador, egocéntrico, egoísta y ladrón.[18] Originalmente estaba programado para doblar objetos. Fry es su compañero de apartamento. Fue fabricado en México. Es adicto al vicio, a las apuestas ilegales y a las Robopilinguis. Bebe constantemente alcohol para mantenerse libre de óxido. Al dejar de ingerir alcohol por unos días, experimenta un estado de ebriedad. A pesar de todos sus malos hábitos, es el mejor amigo de Fry y le acompaña en sus repartos.[19] Su frase característica es "Besa mi brillante trasero metálico."
- Profesor Hubert J. Farnsworth (con la voz de Billy West): nacido el 9 de abril de 2841, el profesor Hubert Farnsworth tiene a Fry como un pariente lejano (su tatara... tío).[20] Farnsworth fundó Planet Express y es un inventor destacado. Tiene su propio clon creado para ser su sucesor, Cubert Farnsworth.
- Hermes Conrad (con la voz de Phil LaMarr): un burócrata jamaiquino con un don especial para archivar. Fue campeón mundial de limbo en su juventud. Está casado con LaBarbara y tiene un hijo de 12 años, Dwight.
- Dr. John A. Zoidberg (con la voz de Billy West): es un extraterrestre parecido a una langosta con tentáculos en la boca procedente del planeta Decapod 10. Se autoproclama experto en humanos, a pesar de sus limitados conocimientos de anatomía humana (confunde el corazón con el estómago y a los hombres con las mujeres). Proporciona cuidados médicos incompetentes a la tripulación.
- Amy Wong (con le voz de Lauren Tom): Amy es una chica increíblemente rica, muy guapa y simpática. Con ella, Planet Express es muy propenso a tener accidentes. Es una estudiante de ingeniería en la Universidad de Marte y heredera del hemisferio occidental de ese planeta. Nació en Marte, aunque es étnicamente asiática. Sus padres son Leo y Ena. Inicialmente se la ve algo promiscua, aunque luego desarrolló una larga relación con Kif Kroker. También tuvo relaciones sumamente breves con Fry y Bender. El profesor Farnsworth la contrató para beneficiarse de la compatibilidad que comparten referente a la sangre. En el doblaje de Hispanoamérica, cada vez que sufre un accidente o se cae, ella grita Hồ Chí Minh refiriéndose al poeta y político vietnamita.

### Marco
Futurama se desarrolla durante el siglo XXXI, un siglo lleno de maravillas tecnológicas con diversos dispositivos y estructuras similares a un diseño futurista. El calentamiento de la atmósfera, la inflexible burocracia y el abuso de sustancias son algunos de los temas dados en el siglo XXXI, en un mundo donde los problemas de la Tierra se han convertido en los más comunes y más extremos. En la serie se muestran los prejuicios de los humanos contra los mutantes, que se han visto obligados a vivir bajo tierra en las alcantarillas. El hogar de los personajes principales que habitan en la tierra es la ciudad de Nueva Nueva York, construida sobre las ruinas de la actual ciudad de Nueva York, denominado la "Vieja Nueva York".
Se han realizado numerosos avances tecnológicos durante el siglo XXXI. La capacidad para mantener vivas a personas en conservas fue inventado por Ron Popeil (que tiene una aparición en "A Big Piece of Garbage"). Los guionistas usan esto para poder contar con algún personaje famoso de la actualidad. Curiosamente, varios de los políticos en conservas ya estaban muertos antes de la llegada de esta tecnología; uno de los ejemplos más destacados de esta anomalía es Richard Nixon, que murió en 1994. Internet, que cuenta con su propio mundo digital (similar a The Matrix o Tron), es lento y en gran parte consiste en pornografía, pop-ups, y "sucias" salas de conversación, aunque algunas pueden tener material educativo para los jóvenes. La televisión sigue siendo una forma primaria de entretenimiento. Los robots son una vista común, además de ser la principal causa del calentamiento de la Tierra gracias a sus sistemas de alcohol. La rueda está obsoleta (Fry hasta parece no reconocer su diseño), fue olvidada y sustituida por vehículos voladores y tubos de transporte.
En Futurama los guionistas no cometen errores de continuidad, que sirven para promover los chistes. Por ejemplo, mientras que en un episodio se dice que la antigua tripulación de Planet Express murió por culpa de las abejas asesinas, más tarde el episodio "La picadura" trata sobre uno de los miembros de la nueva tripulación que también muere por las abejas asesinas. Otro ejemplo de este humor de continuidad se puede apreciar en el primer capítulo de la serie, en el cual se observa la sombra de Nibbler debajo de la mesa al caer Fry a la cámara de congelación, y más adelante, en el capítulo "El Porqué de Fry", se ve cómo Nibbler es el causante de dicha congelación. El mundo del mañana se utiliza para destacar la ciencia ficción de hoy.

## Cultura y sociedad
La Tierra se representa como multicultural en la medida en que hay una amplia gama de recursos humanos, para robots, y además los seres extraterrestres en la serie interactúan con los personajes principales. De alguna manera el futuro se presenta como socialmente más avanzado. Los robots constituyen la mayor "minoría" de la serie. A menudo se les trata como ciudadanos de segunda clase, mientras que unos pocos robots ricos se presentan como miembros de la clase alta. La mayoría de robots son autoconscientes y se han concedido la libertad y la libre voluntad. Sin embargo, en tiempos de crisis se les obliga a servir a los seres humanos. Muchos de los robots viven en apartamentos especialmente construidos para robots, con habitaciones del tamaño de un armario pequeño y armarios del tamaño de un gran departamento. Hasta el capítulo 12 de la sexta temporada, "The Mutants Are Revolting", los seres humanos mutados de alcantarilla que eran relegados en las alcantarillas por la ley son aceptados legalmente en la superficie.
La religión es todavía parte de la sociedad, a pesar de haber cambiado mucho. Las principales religiones se han fusionado para convertirse en una única. Las figuras religiosas de la serie son el Papa Espacial, el Diablo Robot y el reverendo Preacherbot (aunque Jesús sigue siendo venerado), aunque muy pocos episodios se centran exclusivamente en los cambios religiosos en el universo de Futurama.

Bandera de la Tierra en la serie Futurama.

La Tierra tiene un gobierno unificado encabezado por el presidente de la Tierra (de la temporada 2 en adelante es la cabeza de Richard Nixon). La capital de la Tierra es Washington D. C., ya que con las políticas de guerra de Estados Unidos conquistaron el planeta entero. La bandera es similar a la de Estados Unidos, solo que en vez de estrellas tiene una representación de la Tierra.
La Orden Democrática de Planetas (ODP o DOOP en inglés) es la organización de ficción en el universo de Futurama, similar a las Naciones Unidas y a la Federación Unida de Planetas del universo de Star Trek. Numerosas otras galaxias han sido colonizadas o han hecho contacto en el año 3000. Marte ha sido colonizado y es la sede de la Universidad de Marte.
Las cabezas de los Presidentes de Estados Unidos desde George Washington hasta Bill Clinton y muchos otros personajes famosos se colocan en tarros con un líquido que las mantienen vivas. Se exhiben en el Museo Nacional de Cabezas. Se alimentan con comida para peces ya que en cierto modo están debajo del agua.

### Lenguajes

Cada signo del alfabeto extraterrestre corresponde a un signo del alfabeto latino.

En la serie también se usan alfabetos extraterrestres que aparecen a menudo en el fondo, por lo general en forma de garabatos, anuncios o en etiquetas de advertencia. El primero es un sencillo cifrado de sustitución uno a uno del alfabeto, mientras que el segundo usa un código de adición modular y más complejo. Ambos suelen proporcionar bromas adicionales a los admiradores lo suficientemente entregados como para descodificar los mensajes. Además de estos alfabetos, la serie utiliza el alfabeto.
El inglés también ha evolucionado, pero sigue siendo comprensible. Los cambios incluyen la sustitución de la palabra Christmas («Navidad») por Xmas (con la X pronunciada como tal representando a la cruz de Cristo) y el cambio de la pronunciación de ask por metátesis a [æks]. Irónicamente, [æks] representa una pronunciación antigua de la palabra, siendo el moderno [æsk] una innovación, por lo que el siglo XXXI ve cómo la palabra cierra el círculo. El universo de Futurama también hace diversas predicciones audaces sobre el futuro de la lingüística. En un episodio se da a conocer que el francés es una lengua muerta y que ahora la lengua oficial hablada en Francia es el inglés (en la versión francesa de la serie, es el alemán la lengua muerta). En otro episodio se ve un anuncio en el metro que dice "Aprende spanglish" por lo que parece que la mezcla de inglés y español acaba convirtiéndose en un idioma de masas. Según Matt Groening, la serie presenta los llamados Frozen Gags, que son chistes que no se ven a simple vista, sino que se debe pausar el episodio y ver atentamente a la pantalla. Aparentemente, los muchos carteles en idioma extraterrestre poseen mensajes obscenos, pero no se pueden leer a simple vista.

## Episodios
La serie se compone de cuatro temporadas en el momento de su cancelación. Posteriormente, en 2007, produjeron cuatro episodios alargados para crear una quinta temporada. Tras la presión del público volvió a emitirse con la que sería la sexta temporada, de episodios nuevos, que se estrenó el 24 de junio de 2010. En 2022, la plataforma de video en streaming Hulu, perteneciente a Walt Disney Company y que opera únicamente en los Estados Unidos, anunció la renovación de la serie por dos temporadas más, para emitirlas en exclusiva en la plataforma. A nivel mundial, dichas temporadas están siendo emitidas en la plataforma Disney+.
| Temporada | Temporada | Episodios | Episodios | Emisión original        | Emisión original         | Emisión original |
| Temporada | Temporada | Episodios | Episodios | Primera emisión         | Última emisión           | Cadena           |
| --------- | --------- | --------- | --------- | ----------------------- | ------------------------ | ---------------- |
|           | 1         | 13        | 13        | 28 de marzo de 1999     | 14 de noviembre de 1999  | Fox              |
|           | 2         | 19        | 19        | 21 de noviembre de 1999 | 3 de diciembre de 2000   | Fox              |
|           | 3         | 22        | 22        | 21 de enero de 2001     | 8 de diciembre de 2002   | Fox              |
|           | 4         | 18        | 18        | 10 de febrero de 2002   | 10 de agosto de 2003     | Fox              |
|           | 5         | 16        | 16        | 23 de marzo de 2008     | 30 de septiembre de 2009 | Comedy Central   |
|           | 6         | 26        | 13        | 24 de junio de 2010     | 21 de noviembre de 2010  | Comedy Central   |
|           | 6         | 26        | 13        | 23 de junio de 2011     | 8 de septiembre de 2011  | Comedy Central   |
|           | 7         | 26        | 13        | 20 de junio de 2012     | 29 de agosto de 2012     | Comedy Central   |
|           | 7         | 26        | 13        | 19 de junio de 2013     | 4 de septiembre de 2013  | Comedy Central   |
|           | 8         | 10        | 10        | 24 de julio de 2023     | 25 de septiembre de 2023 | Hulu             |
|           | 9         | 10        | 10        | 29 de julio de 2024     | 30 de septiembre de 2024 | Hulu             |

## Críticas
|  | Gráfico no disponible temporalmente debido a problemas técnicos. |

|               | Temporada 1 | Temporada 5 | Temporada 6 | Temporada 7 |
| Clasificación | 89% (8,75)  | 100% (8,67) | 100% (8,31) | 92% (8,24)  |

La serie recibió elogios de la crítica. La primera temporada tiene un 89% de aprobación en el sitio agregador de reseñas Rotten Tomatoes, basado en 18 reseñas, una calificación media de 8,75/10. El consenso de la crítica dice: "¡Buenas noticias, todos! Futurama es una mirada inventiva, divertida y a veces conmovedora al mundo del mañana". La 5ª temporada tiene una valoración del 100%, basada en siete críticas, y una puntuación media de 8,67/10. La sexta temporada tiene un índice de aprobación del 100%, basado en 16 críticas, y la puntuación media es de 8,31/10. El consenso de la crítica de la página web afirma: "¡Buenas noticias para todos! Futurama es tan divertida y entrañable como siempre en su sexta temporada". La última temporada recibió una valoración del 92%, y una puntuación media de 8,24/10 basada en 12 críticas.

## Premios
Ganados:
| Premios Annie: - Logro extraordinario individual por la dirección en una producción televisiva animada - 2000 — Brian Sheesley por el episodio "Why Must I Be a Crustacean in Love?" - Premio individual a la mejor actuación vocal en un producto televisivo animado - 2001 — John Di Maggio como Bender por el episodio "Bendless Love" - Premio individual a la mejor historia en un producto televisivo animado - 2001 — Ron Weiner por el episodio "The Luck of the Fryrish" - Premio individual a la mejor dirección en un producto televisivo animado - 2002 — Rich Moore por el episodio "Roswell That Ends Well" - Mejor producción animada televisiva/en ser transmitida para público en general - 2013–Futurama |

Nominaciones:
| Premios Annie: - Outstanding Achievement in an Animated Television Program - 1999 — Futurama. The Curiosity Company in association with 20th Century Fox Television - Outstanding Individual Achievement for Writing in an Animated Television Production - 1999 — Ken Keeler por el episodio "The Series Has Landed" - Outstanding Achievement in a Primetime or Late Night Animated Television Program - 2000 — Futurama. The Curiosity Company in association with 20th Century Fox Television - Outstanding Individual Achievement for Directing in an Animated Television Production - 2000 — Susie Dietter por el episodio "A Bicyclops Built for Two" - Outstanding Achievement in a Primetime or Late Night Animated Television Production - 2001 — Futurama. The Curiosity Company in association with 20th Century Fox Television - Best Animated Television Production - 2002 — Futurama. The Curiosity Company in association with 20th Century Fox Television - Music in an Animated Television Production - 2003 — Ken Keeler por el episodio "The Devil's Hands Are Idle Playthings" - Writing in an Animated Television Production - 2003 — Patric Verrone por el episodio "The Sting". - Best Animated Television Production - 2010–Futurama. The Curiosity Company in association with 20th Century Fox Television - Outstanding Writing in an Animated Television Production - 2010–Michael Rowe |

| Premios Primetime Emmy: - Outstanding Animated Program - 1999 — "A Big Piece of Garbage" - 2001 — "Amazon Women in the Mood" - 2003 — "Jurassic Bark" - 2004 — "The Sting" - 2012 — "The Tip of the Zoidberg" - Outstanding Music and Lyrics - 2004 — La canción "I Want My Hands Back" por el episodio "The Devil's Hands Are Idle Playthings" Premio Nébula: - Mejor guion - 2004 — David A. Goodman por el episodio "Where No Fan Has Gone Before" Premios WGA: - Animation - 2004 — Patric Verrone por el episodio "The Sting" |

## Transmisión
| Temporada | Año           | Señal de transmisión | Emisión |
| --------- | ------------- | -------------------- | --- |
| 1         | 1999          | Fox                  | Domingo 8:30–9:00 p. m. (EST) (28 de marzo – 4 de abril de 1999) Jueves 8:30–9:00 p. m. (EST) (April 6 –18 de mayo de 1999)                 |
| 2         | 1999–2000     | Fox                  | Domingo 8:30–9:00 p. m. (EST) (26 de septiembre) – 19 de diciembre de 1999) Domingo 7:00–7:30 p. m. (EST) (February 6 – 21 de mayo de 2000) |
| 3         | 2001–2002     | Fox                  | Domingos 7:00–7:30 p. m. (EST) |
| 4         | 2003          | Fox                  | Domingos 7:00–7:30 p. m. (EST) |
| 5         | 2008–2009     | Comedy Central       | Martes 10:00–10:30 p. m. (EST) |
| 6         | 2010–2011     | Comedy Central       | Jueves 10:00–10:30 p. m. (EST) |
| 7         | 2012–2013     | Comedy Central       | Miércoles 10:00–10:30 p. m. (EST) |
| 8         | 2023–presente | Hulu y Disney+       | Lunes |
| 9         | 2023–presente | Hulu y Disney+       | Lunes |
| 10        | 2023–presente | Hulu y Disney+       | Lunes |
| 11        | 2023–presente | Hulu y Disney+       | Lunes |